# Nansa
|  | Per a altres significats, vegeu «Nansa (pesca)». |

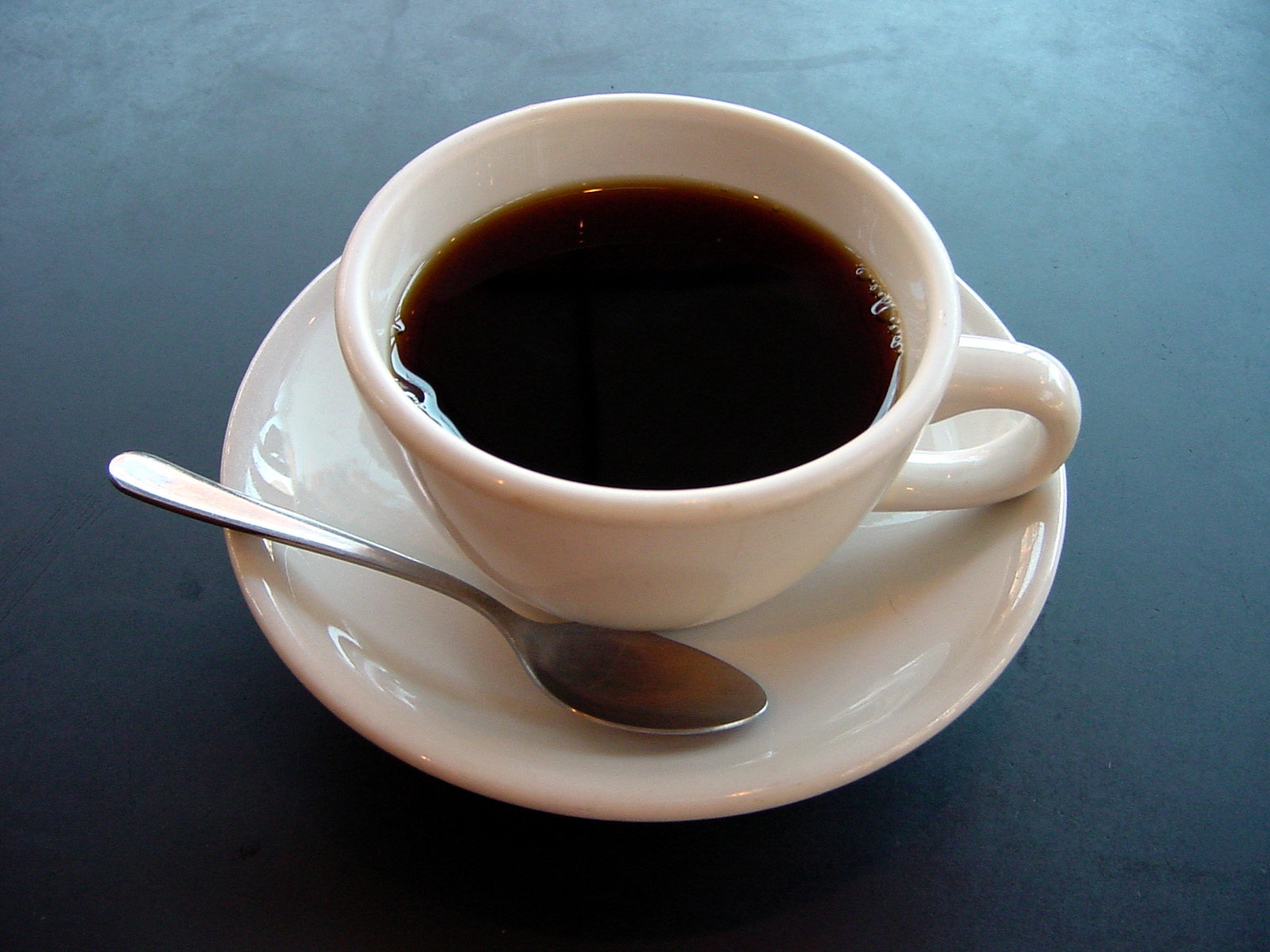
tassa de cafè mostrant la nansa al costat dret

Una nansa o ansa és una part d'un objecte, o un altre objecte connectat a aquest, que s'utilitza per moure'l o agafar-lo amb la mà. El disseny d'una nansa deriva de la ciència de l'ergonomia, però es fa sovint guiat per la intuïció, o seguint una tradició. En particular, pot ser oberta o tancada, vertical o horitzontal, recta o corbada. També s'anomena de vegades maneta quan el mànec és molt allargat.